# Swanson Boathouse
La Swanson Boathouse est un hangar à bateaux américain dans le comté de Glacier, dans le Montana. Située sur les bords du lac Two Medicine, elle est protégée au sein du parc national de Glacier. Elle est par ailleurs inscrite au Registre national des lieux historiques depuis le 19 janvier 1996.